# The Last Time I Saw Richard
The Last Time I Saw Richard è un brano musicale della cantautrice canadese Joni Mitchell, quinta traccia del lato B del quarto album in studio Blue, pubblicato il 22 giugno 1971.

## Storia, interpretazioni e significato
Nel marzo del 1971 le registrazioni di "Blue" furono inviate dalla Reprise ai loro studi di registrazione. Ma giunse voce che Mitchell avesse deciso di richiamare il master tape per sostituire Urge for Going e inserire due nuove canzoni: All I Want e The Last Time I Saw Richard.
Inizialmente molti critici avevano presunto che Richard fosse l'ex marito di Joni, Chuck Mitchell, fra gli altri anche la biografa Karen O'Brien aveva presa per buona questa versione. Nonostante lo stesso Chuck avesse dichiarato che il protagonista del brano non era lui.
Infine Joni Mitchell aveva rivelato che il Richard del brano era solo un personaggio immaginario, un amico senza alcun interesse romantico. L'autrice aveva rivelato che il brano musicale era stato ispirato da una frase, pronunciata in una conversazione dal collega cantante folk Patrick Sky, in un bar di New York, il quale le disse Oh Joni, sei una romantica senza speranza. C'è solo un modo per te per andare avanti. Cinismo senza speranza. Da questa piccola pepita è nata la canzone.
In questo brano musicale Joni, per la prima volta, ha sperimentato la tecnica vocale jazz.